# Hypotrachyna kinabaluensis
Hypotrachyna kinabaluensis är en lavart som först beskrevs av Hale, och fick sitt nu gällande namn av Hale. Hypotrachyna kinabaluensis ingår i släktet Hypotrachyna och familjen Parmeliaceae.   Inga underarter finns listade i Catalogue of Life.